# Arturo Alessandri

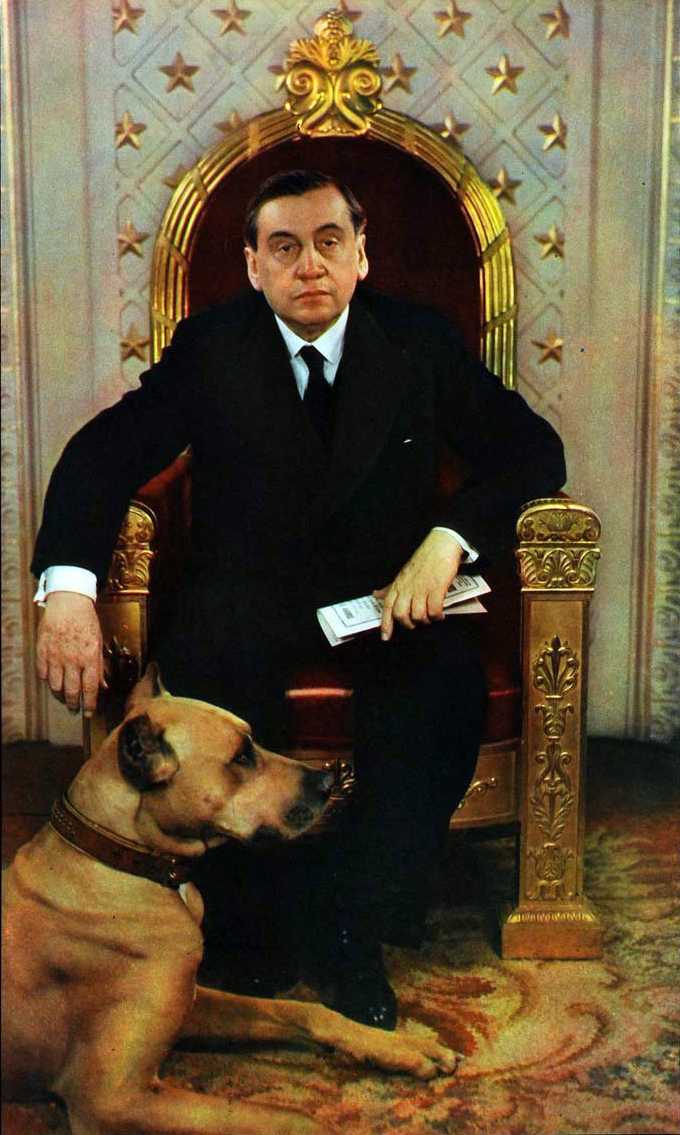
Arturo Alessandri Palma

Arturo Alessandri Palma (* 20. Dezember 1868 auf dem Gut Longaví in der Provinz Linares; † 24. August 1950 in Santiago de Chile) war ein chilenischer Politiker. Von 1920 bis 1925, 1925 und von 1932 bis 1938 amtierte er als Präsident seines Landes (siehe: Geschichte Chiles). Er wurde als der Löwe von Tarapacá bezeichnet.

## Familie und Ausbildung
Alessandri wurde als drittes von sechs Kindern einer wohlhabenden Gutsbesitzerfamilie geboren und besuchte in seiner Heimat die Schule des Franziskanerordens. Anschließend studierte er an der Universidad de Chile Rechtswissenschaften bis zu seinem Studienabschluss 1883. Im Juli 1894 heiratete er Rosa Esther Rodríguez, mit der er neun Kinder hatte; darunter auch Jorge Alessandri Rodríguez, der es ebenfalls zum chilenischen Präsidenten bringen sollte.

## Berufliche und politische Karriere
1890 wurde er Sektionschef in der Nationalbibliothek von Chile. Von 1891 an schrieb er daneben für das Oppositionsblatt La Justicia. Ab 1983 arbeitete er als Bibliothekar in der Nationalbibliothek von Chile. Ebenso 1893 schloss er sich der Liberalen Partei an und wurde 1897 erstmals für seinen Heimatwahlkreis Curicó und Vichuquén – im Herzen des chilenischen Weinbaugebietes – ins Abgeordnetenhaus gewählt. Von 1898 bis 1899 war er während der Präsidentschaft von Echaurren für kurze Zeit zwei Mal Arbeitsminister. Für die Región de Tarapacá wurde Alessandri im Jahre 1915 zum Senator gewählt.

### Präsidentschaft 1920 – 1925
Im Jahre 1920 gewann er für die Liberalen die Präsidentschaftswahl. Sein Wahlprogramm sah die Trennung von Kirche und Staat und die Einführung einer Sozialgesetzgebung vor, was ihn in scharfen Gegensatz zu den Konservativen in Kirche und Armee brachte.
Alessandri fand sich schnell zwischen allen Stühlen wieder, denn auch die Linken hassten ihn bald. Zu Beginn seiner Amtszeit ging Chile durch eine schwere Wirtschaftskrise. Für eines der Hauptexportgüter des Landes, Salpeter, waren auf dem Weltmarkt die Preise eingebrochen, bedingt durch die Erfindung künstlichen Düngers in Europa. Im Februar 1921 schlugen Sicherheitskräfte mit großer Härte Aufstände in den Salpeterminen von San Gregorio nieder; dabei kamen über siebzig Menschen ums Leben. Dieses „Massaker von San Gregorio“ kostete Alessandri Glaubwürdigkeit bei Gewerkschaften und Sozialisten. Weitere Streiks wurden von der Regierung ähnlich gewaltsam beantwortet.
Druck erhielt Alessandri aber nicht nur von den unzufriedenen Arbeitern, auch die konservative Opposition machte ihm mit ihrer Parlamentsmehrheit das Regieren schwer und blockierte jedes mögliche Reformgesetz. Die chilenische Armee schließlich zeigte sich angesichts schlechter Besoldung und Ausrüstung zunehmend rebellisch.
1924 spitzte sich der innenpolitische Konflikt zu: Alessandri suchte die Zustimmung des Parlaments für ein radikales Sanierungsprogramm, das die zerrütteten Staatsfinanzen wieder in Ordnung bringen sollte. Im Gegenzug für die Zustimmung stellte es den Abgeordneten eine großzügige Diätenerhöhung in Aussicht. Als diese Regelung am 2. September 1924 im Senat debattiert wurde, stürmte eine Gruppe von protestierenden Offizieren lärmend den Saal und unterbrach säbelrasselnd die Parlamentssitzung. Drei Tage später formte sich das Comité Militar, eine inoffizielle Vertretung von Offizieren, kam zu Präsident Alessandri in den Präsidentenpalast La Moneda und präsentierte ihm ultimativ eine Reihe von Forderungen und Gesetzesvorlagen. Alessandri gab unter dem Druck nach, ernannte ein neues Kabinett und ließ die Gesetzesvorlage der Militärs am 8. September vom Abgeordnetenhaus und dem Senat beschließen. Trotz ihres Erfolgs in der Sache verlangten die Offiziere vom Präsidenten, er solle den Kongress auflösen.

#### 1. Exil
Arturo Alessandri erkannte, dass er gegen die aufständischen Militärs nicht mehr ankommen konnte, und trat zurück. Er floh ins argentinische Exil und von dort nach Europa.

#### Wiedereinsetzung als Präsident
Ein halbes Jahr nach dem Putsch und nach erheblichen Differenzen innerhalb der Militärführung, im Januar 1925, suchte die neue Junta unter Carlos Ibáñez del Campo die Rückkehr Chiles zur verfassungsmäßigen Ordnung, holte Alessandri am 12. März 1925 ins Amt des Präsidenten zurück und arbeitete an einer neuen Verfassung. Die Verfassung wurde am 30. August 1925 per Volksabstimmung verabschiedet und am 15. September 1925 von Alessandri verkündet.
Aber das Land sollte nicht zur Ruhe kommen, und Alessandri trat bald ein weiteres Mal zurück – diesmal im Oktober 1925, als erneut ein Staatsstreich drohte.

### Tätigkeit in der Zentralbank und 2. Exil
1926 wurde er wieder zum Senator für Tarapacá gewählt, gab dieses Mandat aber zugunsten einer Position in der Zentralbank Chiles auf. Als der innenpolitische Erzfeind Alessandris, der ehemalige Diktator Carlos Ibáñez del Campo, 1927 zum Präsidenten Chiles gewählt wurde, musste Arturo Alessandri das Land verlassen; bis zu dessen Sturz 1931 lebte er mit seiner Familie in Paris.

### Rückkehr nach Chile und Präsidentschaft 1932–1938
Im Zuge der Parlamentswahlen vom Mai 1932 kehrte Alessandri erneut in den Senat zurück. Wieder wurde die Legislatur gleich zu Beginn von einem Staatsstreich unterbrochen: Juan Esteban Montero Rodríguez putschte sich ins Amt und errichtete eine kurzlebige Sozialistische Republik. Am 30. Oktober 1932 standen dann erneut Präsidentenwahlen an. Arturo Alessandri kandidierte mit der Unterstützung der Liberalen, der Radikalen und der gemäßigten Sozialdemokraten; er gewann die Wahl klar.
Wie zehn Jahre zuvor konzentrierte sich das Interesse der Öffentlichkeit auf die desolaten Staatsfinanzen, die der Finanzminister Gustavo Ross in Ordnung bringen sollte. Mit einer keynesianischen Nachfragepolitik durch staatliche Investitionstätigkeit kurbelte die Regierung die Konjunktur Chiles an und verbesserte die karge Infrastruktur des Landes.

#### Einführung des Frauenwahlrechts bei Kommunalwahlen
In Alessandris Amtszeit erhielten die Kommunen gewisse Selbstbestimmung und erstmals galt das Frauenwahlrecht bei Kommunalwahlen.
Trotz seiner aus heutiger Sicht eher „linken“ Wirtschaftspolitik und einiger Verbesserungen im Sozialwesen galt Alessandri als klassisch konservativer Präsident. Obwohl er mit den Stimmen der Radikalen gewählt wurde, regierte er auch mit einigen rechtsgerichteten Ministern. Das führte dazu, dass die Radikale Partei ihre Minister aus dem Kabinett zurückzog und mit anderen Mitte-links-Kräften das Wahlbündnis Frente Popular gründete. Neben den klassisch linken Kräften wuchs in Chile während Alessandris Präsidentschaft auch als Oppositionskraft eine starke nationalsozialistische Bewegung, die vor allem durch die zahlreichen Einwanderer aus Deutschland und Italien getragen wurde.
Immerhin konnte Alessandri seine zweite Amtszeit planmäßig beenden, auch wenn die Wahlen zu seiner Nachfolge im Herbst 1938 unter dem Schatten eines erneut drohenden Staatsstreichs standen und Pedro Aguirre Cerda letztlich unter abenteuerlichen Umständen zum chilenischen Präsidenten gewählt wurde.

### Weitere politische Tätigkeit im Senat
Arturo Alessandri Palma wurde 1944 im Alter von 76 Jahren noch einmal in den Senat gewählt, diesmal nicht für die Region Tarapacá, die er jahrzehntelang vertreten hatte, sondern für den Wahlkreis, aus dem er stammte: Curicó, Talca, Linares und Maule. 1949 sandten schließlich die Wähler der Region Santiago den 81-Jährigen ein letztes Mal in den chilenischen Senat. Diese Amtszeit stand Arturo Alessandri allerdings nicht mehr durch: Er starb am 24. August 1950 nach einem Herzinfarkt.